# Malajalamščina
Malajalámščina je glavni jezik južnoindijske zvezne države Kerala. Je eden od 17. uradnih jezikov Indije, ki ga govori okoli 30 milijonov govorcev. Oseba, ki govori malajalamščino, se imenuje »malajal« ali včasih, vendar redko »keralit«.
Malajalamščina je del družine dravidskih jezikov. Jezik in pisava sta v tesni povezavi s tamilščino, čeprav malajalamščina pozna več fonemov. Malajalamščino zapisujejo v lastni abecedi.